# SBAR
SBAR är en akronym för Situation, Bakgrund, Aktuellt tillstånd och Rekommendationer. SBAR är en minnesregel som används av sjukvårdspersonal vid rapportering och överlämning av patienter. 
- Situation: I vilken situation du befinner dig i. Vem du är, vilken enhet du jobbar vid och anledningen till ditt samtal. Vem ärendet berör.
- Bakgrund: Anledningen till att patienten befinner sig i sjukvården. Relevant sjukdomshistoria. Patientens bakgrund, diagnos, vidtagna behandlingar, medicinering, laboratoriesvar och andra relevanta diagnostiska tester.
- Aktuellt tillstånd: Vitala tecken, kliniska intryck, aktuella laboratoriesvar.
- Rekommendation: Förslag på åtgärder.